# 小行星10450
小行星10450（10450 Girard）是一颗绕太阳运转的小行星，为主小行星带小行星。该小行星于1967年5月发现。

## 轨道参数
小行星10450的轨道半长轴为355 643 152 km（2.3772938 UA），离心率为0.196。